# Schneider Grunau Baby
El Schneider Grunau Baby fue un planeador monoplaza construido inicialmente en Alemania en 1931, llegando a cerca de 6000 ejemplares fabricados en alrededor de 20 países. Era relativamente fácil de construir a partir de planos, volaba bien, y era lo suficientemente robusto como para realizar acrobacias moderadas y soportar un aterrizaje duro. Cuando el Baby apareció por primera vez, se aceptó la sabiduría de que el piloto debería sentir la mayor cantidad posible de flujo de aire sin impedimentos, para apreciar mejor las corrientes de aire ascendentes y descendentes, y los cambios de temperatura, etc.

## Diseño y desarrollo

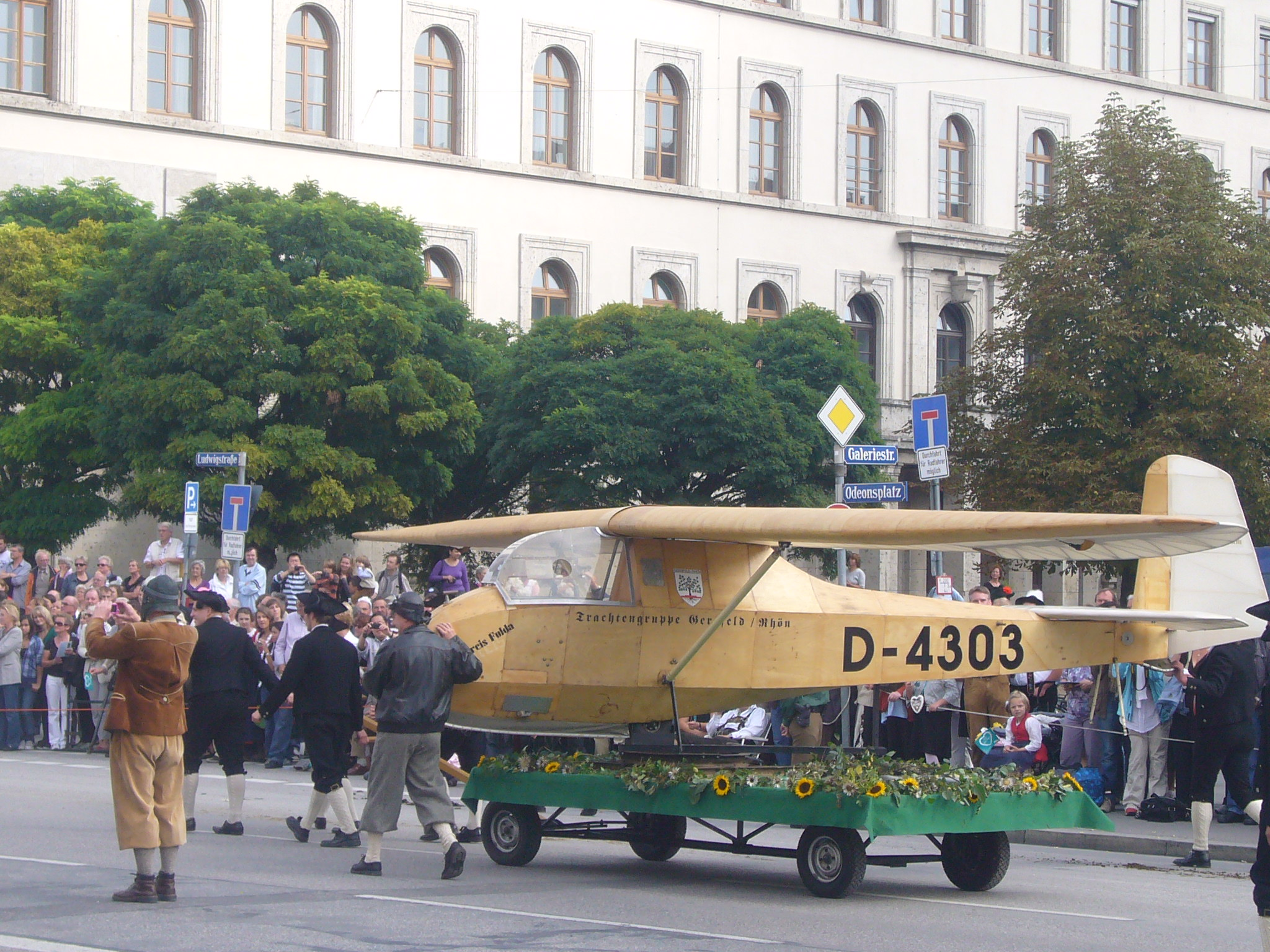
Grunau Baby III del Wasserkuppe Museum en el Oktoberfest de Múnich de 2009.

Fue diseñado por Edmund Schneider con la asistencia de Wolf Hirth y Hugo Kromer, como una versión más pequeña del ESG 31 de Schneider del año anterior, incorporando un diseño de ala elíptica basado en los trabajos realizados por el Akaflieg Darmstadt. Su nombre proviene de Grunau, la ciudad donde estaba localizada la factoría de Schneider, actualmente Jeżów Sudecki en Polonia.
Las primeras 14 costillas interiores tenían el perfil Göttingen 535, cambiando gradualmente las costillas exteriores hasta la última, la vigésimo segunda, a una forma biconvexa simétrica, con una ligera reducción en el ángulo de incidencia. Las puntas alares y los bordes de ataque de las alas estaban recubiertos de contrachapado hasta el larguero principal. La unidad de cola estaba construida en madera. La intención era crear un avión capaz de acometer tanto entrenamientos como vuelos sin motor de campo. Típico para su época, era un monoplano de ala alta arriostrada mediante soportes con un fuselaje de sección hexagonal y cabina abierta.
El Baby fue un éxito inmediato, y fue promocionado entusiásticamente por el campeón de vuelo sin motor Wolf Hirth.
Se acometió un extenso rediseño en 1932, tras el accidente fatal de un diseño de Schneider sin relación, resultando en el Baby II. Esta versión y la definitiva Baby IIb que le siguió, fueron adoptadas como planeadores estándar por la Asociación Alemana de Deportes Aéreos (más tarde el Cuerpo de Aviadores Nacionalsocialistas).
Durante 1941, se construyeron 30 planeadores Grunau Baby por Laminação Nacional de Metais, más tarde Companhia Aeronáutica Paulista, en Brasil, bajo el nombre de Alcatraz. Después de la Segunda Guerra Mundial, se reanudó la producción de la serie en Alemania, en 1956. El Baby también se construyó en Francia (como Nord 1300) y Reino Unido (como Elliotts Baby EoN y Slingsby T5 (Slingsby también lo usó como base para una serie de modelos propios)). Edmund Schneider emigró a Australia, donde desarrolló el diseño del Baby en los Baby 3 y Baby 4, que tenían cabinas cerradas.

## Variantes

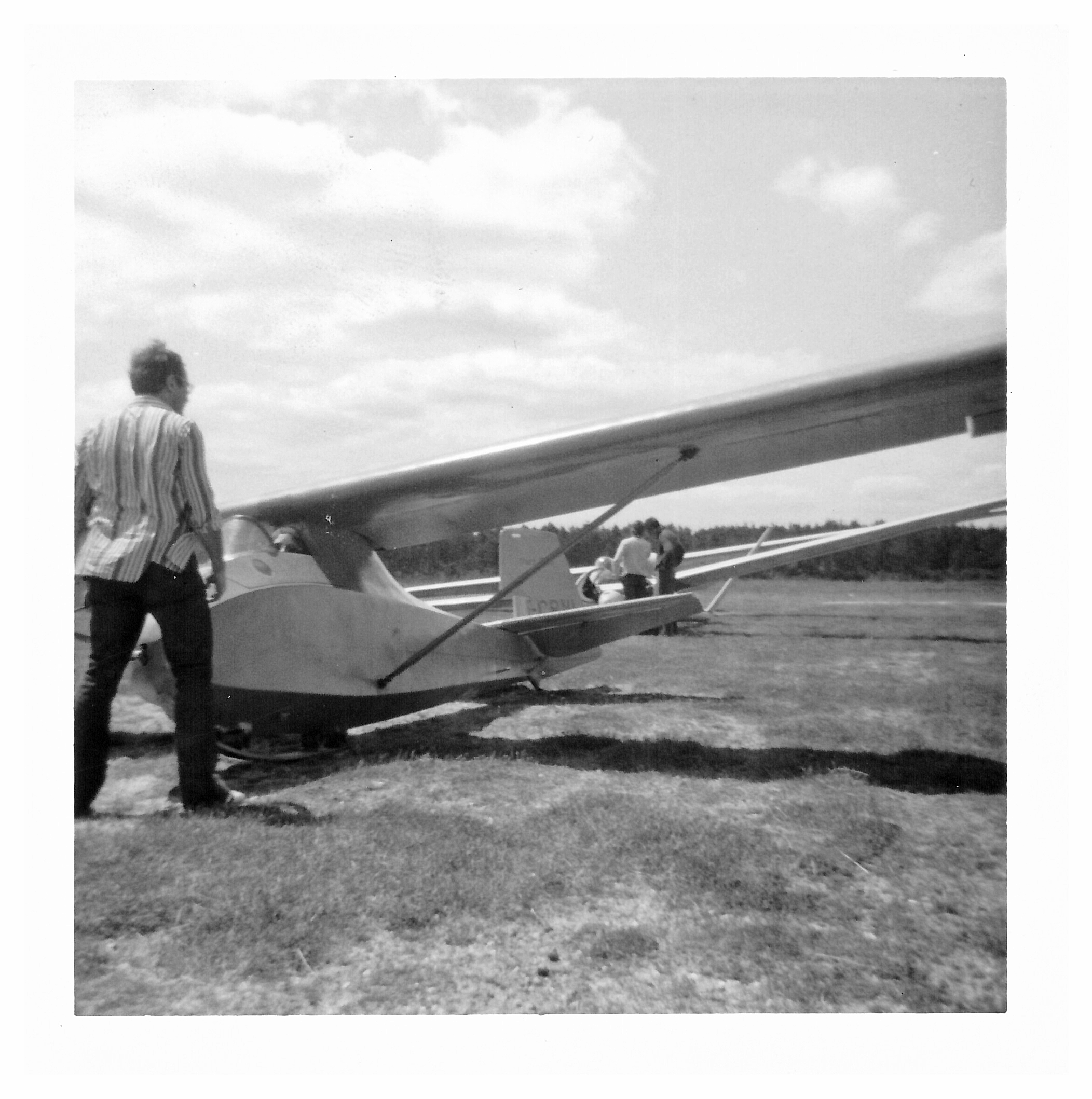
Un French Nord 1300 francés alrededor de 1970.

ESG 31
Precursor del Baby, con un ala mayor y menos sofisticada.
Baby
Versión inicial: un ESG 31 con un ala mejorada basada en los trabajos realizados por Akaflieg Darmstadt.
Baby II, IIb
Versiones mejoradas del Baby.
Alcatraz
Treinta aviones construidos bajo licencia por Laminação Nacional de Metais, más tarde llamada CAP Companhia Aeronáutica Paulista.
Nord 1300
Producción bajo licencia en Francia por Nord Aviation.
Elliotts Baby EoN
Producción bajo licencia en Reino Unido por Elliotts of Newbury.
Slingsby T5
Producción bajo licencia en Reino Unido por Slingsby Sailplanes.
Baby 3
Diseño de posguerra, con cabina cerrada, por Edmund Schneider, después de emigrar a Australia.
Baby 4
Mejoras realizadas en la producción en Australia.
Baby V
Versión biplaza, usando alas de Baby III con un nuevo fuselaje de tubos de acero recubiertos de tela, con asientos en tándem.
AB Flygplan Se-102
Producción bajo licencia en Suecia para la Real Fuerza Aérea Sueca.
Hawkridge Grunau Baby
Grunau Baby construidos bajo licencia.
TG-27 Grunau Baby
Un Grunau Baby requisado y puesto al servicio de las USAAF en 1942, matrícula militar 42-65552.
IFIL-Reghin RG-1
Grunau Baby construidos bajo licencia en Rumania.

## Operadores
España
- Ejército del Aire

 Estados Unidos
- Fuerzas Aéreas del Ejército de los Estados Unidos

 Suecia
- Fuerza Aérea de Suecia

## Especificaciones (Baby IIb)

### Características generales
- Tripulación: Uno (piloto)
- Longitud: 6,1 m (20 ft)
- Envergadura: 13,6 m (44,5 ft)
- Superficie alar: 14,2 m² (152,9 ft²)
- Perfil alar: Göttingen 535
- Peso vacío: 170 kg (equipado)
- Peso cargado: 250 kg (551 lb)
- Régimen de descenso: 0,85 m/s (167 pies/min) a 55 km/h
- Alargamiento: 13
- Máx. índice de planeo: 17 a 60 km/h
- Vel. de lanzamiento con cabestrante: 80 km/h

### Rendimiento
- Velocidad nunca excedida (Vne): 150 km/h (93 MPH; 81 kt)
- Velocidad máxima operativa (Vno): 90 km/h (remolcado)
- Carga alar: 17,7 kg/m² (3,6 lb/ft²)

## Aeronaves relacionadas

### Aeronaves similares
- Hütter Hü 17

### Secuencias de designación
- Secuencia Numérica (interna de Nord): ← 1100 - 1200 - 1220 - 1300 - 1400 - 1405 - 1500 →
- Secuencia T._ (interna de Slingsby): T.1 Falcon - T.3 Primary - T.4 Falcon III - T.5 Grunau Baby - T.6 Kite - T.7 Kirby Cadet - T.8 Kirby Tutor →
- Secuencia RG-_ (interna de Sovromtractor): RG-1 - RG-2 - RG-3 - RG-4 →
- Secuencia TG-_ (Planeadores de Entrenamiento del USAAC/USAAF, 1941-1948): ← TG-11 - TG-12 - TG-13 - TG-14 - TG-15 - TG-16 - TG-17 -- TG-24 - TG-25 - TG-26 - TG-27 - TG-28 - TG-29 - TG-30 →
- Secuencia Alfanumérica (Planeadores de la Fuerza Aérea Sueca): G 101 - Se 102 - Se 103 - Se 104 - Lg 105
- Secuencia V._ (Veleros del Ejército del Aire español, 1945-1954): V.1 - V.2 - V.3